# Dance de Tauste
El dance de Tauste es una celebración típica de la localidad de Tauste, que se realiza el día 21 de abril a las 13:00 en la Plaza del Ayuntamiento durante las fiestas patronales, tras la finalización de la Misa Mayor, en honor de San Miguel y la Virgen de Sancho Abarca. La celebración está compuesta por diferentes partes, durante la que aparecen espadas, escudos, palos, guirnaldas de flores y torres humanas. Similar a la muixeranga valenciana y los castellers catalanes, tanto el dance de Tauste y el de Cetina, como la muixeranga y los castellers, provienen de la moixiganga, de origen renacentista.

## Composición
El grupo de los mayores está compuesto por 12 expertos bailarines, algunos de ellos llevan muchos años formado parte de esta tradición, como es el caso de Moisés Castillo, Pablo Martínez. Otros, como el actual Mayoral, Santiago Mañas, lleva 31. El más joven de la formación oficial es Héctor Lagranja, con tan sólo 20 años.
Junto a todos ellos está el Rabadán, Jesús Castillo, que tiene solo 15 años, y que este año se despedirá de su cargo, porque su papel es el de coronar las torres  "y ya se ha hecho mayor, puesto que lo normal es que sea un niño", explica Mañas. Pero Jesús Castillo no pasará a formar parte del grupo oficial de danzantes, sino que volverá a las filas del grupo de danzantes infantil. para pasar luego al juvenil, ya que la inclusión en la formación oficial se hace "cuando hay una baja. Es cuando nos reunimos todos y decidimos quien merece estar en ella. Se valoran los méritos propios, pero el haber sido Rabadán de pequeño no es sinónimo de poder acceder más fácilmente", explica el Mayoral.

## Trajes
Los danzantes llevan dos tipos de traje. Uno es todo negro, con faja morada, medias negras y cachirulo de flores, y otro, el que se ponen para bailar a la Virgen de Sancho Abarca, negro, con todos los complementos en blanco.

## Historia
Las primeras referencias al dance de Tauste documentadas según texto del autor:
Pues bien, tras realizar una compleja labor de estudio, dentro del Archivo Parroquial de la iglesia de Tauste, podemos ofrecer una idea de cual pudo ser el origen del Dance, a través de varias referencias concretas, que aparecen en una de las muchas carpetas existentes en éste rico fondo documental.
En la carpeta del siglo XVII situada en la caja-archivo correspondiente a TAUSTE-PROCURA, encontramos:
Diezmario de corderos del año 1789. Siendo administradores los racioneros Antonio de Sola y Mosen Miguel del Pueyo (...)
A los danzantes, día de Sn. Miguel, 17 sueldos.
Al año siguiente, en 1790, y un poco más adelante en la misma carpeta, volvemos a recoger:
Diezmario de corderos del año 1790 (...)  Más para los músicos el día de San Miguel. 17 sueldos.
¿Que nos aportan estos documentos?. Pues si duda nos ofrecen una nueva visión acerca de la procedencia del Dance de Tauste. En primer lugar, el grupo de bailadores celebraba su función el día de San Miguel, 8 de mayo y no el 21 de abril como lo hacen actualmente, por lo cual, los danzantes, se puede afirmar que bailaban en honor a San Miguel. Mi opinión, tras revisar el Archivo Parroquial y tras analizar todos los datos recopilados hasta día de hoy, es que la actual configuración del Dance celebrado en el mes de abril en honor a la Virgen de Sancho Abarca, comienza a principios del siglo XIX, bastantes años después de la creación de la Confraternidad de Esclavos en el año 1765.
Cebamanos Conde, Joaquín . El dance de Tauste: historia y evolución.  Fundación. Bartibás Herrero, [2005]. ISBN 84-609-5297-5

## Sobre las torres
Las torres humanas son una representación de los sitios o plazas conquistados. Hay varias como la torre del Cucuño, la de Caballos, San Miguel, y la de Pulso que es la más difícil ya que es la más alta y la que más trabajo previo requiere.